# Robert J. Gamble
Robert Jackson Gamble, född 7 februari 1851 i Genesee County, New York, död 22 september 1924 i Sioux Falls, South Dakota, var en amerikansk republikansk politiker. Han representerade delstaten South Dakotas 2:a distrikt i USA:s representanthus 1895-1897 och 1899-1901. Han var senator för South Dakota 1901-1913.
Gamble studerade juridik vid Lawrence University. Han inledde 1875 sin karriär som advokat i Dakotaterritoriet. Han gifte sig 1884 med Carrie S. Osborn. Efter en mandatperiod i representanthuset kandiderade Gamble till omval men förlorade mot Populistpartiets kandidat Freeman T. Knowles. Gamble vann tillbaka sitt mandat i representanthuset och besegrade sedan i följande val sittande senatorn Richard F. Pettigrew för att få representera South Dakota i USA:s senat. Efter två mandatperioder i senaten nominerade republikanerna i South Dakota inte längre Gamble för en tredje mandatperiod. Han efterträddes som senator av Thomas Sterling.
Gambles bror John Rankin Gamble var ledamot av representanthuset 1891 och avled i ämbetet. Också Gambles son, Ralph A. Gamble, var ledamot av representanthuset, 1937-1957. Gambles grav finns på Yankton City Cemetery i Yankton, South Dakota.